# Marloes Keetels
Marloes Keetels (Brabante Septentrional, 4 de mayo de 1993) es una jugadora neerlandesa de hockey sobre césped.

## Trayectoria
Keetels obtuvo la medalla de plata en su primera participación en los Juegos Olimpicos, en la edición de Río 2016. En Tokio 2020 ganó oro olímpico al derrotar a Argentina en la final.